# Championnat d'Océanie féminin de basket-ball 2011
Navigation
Édition précédente Édition suivante
Le championnat d'Océanie féminin de basket-ball  2011 est le 14e championnat d'Océanie  de basket-ball féminin organisé par la FIBA Océanie. La compétition a lieu en Australie du 7 septembre au 11 septembre 2011. 
Seules deux équipes disputent le tournoi qualificatif pour les Jeux olympiques de 2012 : l'Australie et la Nouvelle-Zélande. Le tournoi se joue sur une série au meilleur des trois matchs. L'Australie est ainsi sacrée pour la 13e fois championne d'Océanie.

## Résultats
| Date              | Équipe 1         | Score   | Équipe 2         | Lieu      |
| ----------------- | ---------------- | ------- | ---------------- | --------- |
| 7 septembre 2011  | Australie        | 77 - 64 | Nouvelle-Zélande | Melbourne |
| 9 septembre 2011  | Nouvelle-Zélande | 73 - 92 | Australie        | Brisbane  |
| 11 septembre 2011 | Australie        | 82 - 57 | Nouvelle-Zélande | Sydney    |